# Chú Sam

Áp-phích năm 1917 do James Montgomery Flagg vẽ, dựa theo áp-phích Kitchener tuyển mộ quân lính ở Anh Quốc vào 3 năm trước.

Chú Sam (tiếng Anh: Uncle Sam) là biệt hiệu và hình tượng nhân hoá của Hoa Kỳ, thông thường được miêu tả là hình tượng ông già người Mĩ gốc châu Âu mặc lễ phục gi-lê, đầu đội mũ chóp cao có kiểu hoa văn cờ sao và sọc, thân hình cao gầy, để râu dê, phong độ tuấn tú, tinh thần khoẻ mạnh. Hình tượng truyện tranh đó do hoạ sĩ nổi tiếng James Montgomery Flagg vẽ cho Uỷ ban Thông tin công cộng.
Chiếu theo cách nói của "Lịch sử quân sự Hoa Kỳ", tên gọi "Chú Sam" bắt nguồn vào thời kì chiến tranh Mĩ - Anh năm 1812, ông Samuel Wilson - người bán thịt đến từ thành phố Troy, hạt Rensselaer, bang New York, cung ứng thịt bò ướp cho quân đội Hoa Kỳ, nhãn hiệu trên thùng thịt bò viết "EA-US". EA là tên công ti, nhưng mà chữ viết tắt của Chú Sam (Uncle Sam) cũng đúng là US, lúc thùng đó được chở đến bộ đội, một số binh sĩ đến từ thành phố Troy, nói giỡn rằng chữ US viết trên thùng, nhất định là chỉ "Chú Sam", lối nói này lan truyền rất mau. Bởi vì chữ viết tắt của Hợp chúng quốc Hoa Kỳ cũng đúng là US, về sau đã biến thành biệt hiệu của Hợp chúng quốc Hoa Kỳ. Người Mĩ đem "Chú Sam" coi là người thành thật đáng tin cậy, chịu khó chịu nhọc, có tinh thần chủ nghĩa yêu nước, và được biết đây là phẩm chất chung và niềm hãnh diện của công dân họ.
Ngày 15 tháng 9 năm 1961, thượng viện và hạ viện của quốc hội Hoa Kỳ thông qua nghị quyết chung về "Chú Sam", xem xét rằng có một số người cho biết dấu hiệu "Chú Sam" đã cũ không nên giữ lại, nhưng mà Samuel Wilson đến từ thành phố Troy, hạt Rensselaer, bang New York vẫn đại biểu sức mạnh và lí tưởng của "đất nước vĩ đại nhất trên thế giới" (nguyên văn pháp quy viết như đó), quyết định đem dấu hiệu truyền thống Hoa Kỳ "Chú Sam" chính thức cố định tới nay, và đem "Chú Sam" đến từ thành phố Troy, hạt Rensselaer, bang New York, coi là nguyên bản "Chú Sam" biểu tượng đất nước Hoa Kỳ.

## Hoá thân thời kì đầu
Hoá thân được biết sớm nhất ở Hoa Kỳ là hình tượng một người nữ tên Columbia, hình tượng này đã xuất hiện lần đầu vào năm 1735, có lúc được biết là hoá thân của một người nữ khác - nữ thần tự do. Thuận theo chiến tranh độc lập Hoa Kỳ, Anh Jonathan (Brother Jonathan) trở thành hoá thân của người nam, và Chú Sam đã xuất hiện cuối cùng sau chiến tranh năm 1812. Mặc dù Columbia xuất hiện cùng nhau với Anh Jonathan hoặc Chú Sam, nhưng địa vị của cô ấy được biết là biểu tượng đất nước đã giảm sút, thay thế nó chính là hình tượng nữ thần tự do. Vào niên đại 20 thế kỉ XX, khi cô ấy trở thành vật cát tường của công ti điện ảnh Columbia, trên thực tế đã bị vứt bỏ.

Bài văn "Chứng nhân đạo Luther" năm 1893 chỉ ra, Chú Sam chỉ là một tên chữ khác của Anh Jonathan:
Ở cấp độ chính trị, chúng tôi gọi ông ấy là Chú Sam; ở cấp độ xã hội chúng tôi gọi ông ấy là Anh Jonathan.[sic]

## Diễn biến hình tượng
Khởi nguyên chuẩn xác của nhân vật Chú Sam vẫn không rõ ràng, nhưng mà một lối nói phổ biến chính là "Chú Sam" tên chữ này bắt nguồn từ Samuel Wilson. Vào thời kì chiến tranh Hoa Kỳ - Anh Quốc lần thứ hai năm 1812, thành phố Troy ở bang New York có một người bán và chế biến thịt, tên là Samuel Wilson. Ông ấy thành thật có tài, giàu tinh thần khởi nghiệp, rất có uy tín ở địa phương, mọi người gọi thân thiết ông ấy là "Chú Sam". Trong khoảng thời gian chiến tranh có một quy định, yêu cầu nhà thầu đem tên chữ của họ và nguồn gốc phân phối thực phẩm in trên bao bì, trên bao bì của Wilson in "E.A-US".
Tháng 1 năm 1812, thống đốc bang New York dẫn dắt một số người tiến vào xưởng chế biến tham quan, nhìn đến trên bao bì đều có in dấu hiệu đặc trưng E.A-US, lập tức hỏi ý nghĩa là gì. Công nhân trả lời, E.A là tên chữ của một nhà thầu vũ khí và đạn dược Elbert Anderson, US là chữ viết tắt của Hoa Kỳ, thật đúng lúc, chữ viết tắt của "Chú Sam" cũng là US, vì vậy một công nhân nói giỡn, US chính là "Chú Sam" (Uncle Sam). Sau khi sự việc thú vị này lan truyền, tiếng tăm "Chú Sam" vang dội lớn. Mọi người đem những thực phẩm quân nhu đó đều gọi là thức ăn được "Chú Sam" chở đến. Tuy nhiên sau này mọi người đã nêu ra điều ngờ vực về tính chân thật của câu chuyện cũ này, bởi vì như đã biết Chú Sam được nhắc đến sớm nhất là vào năm 1810, cách nói này mãi đến năm 1842 thì mới xuất hiện trên các giấy báo.
Sau chiến tranh Mĩ - Anh năm 1812, trong các truyện tranh chính trị đã bắt đầu xuất hiện một nhân vật tên là "Chú Sam". Nguyên mẫu của anh ấy là một nhân vật truyện tranh ở thời kì đầu tên là "Anh Jonathan" (Brother Jonathan), người đó vô cùng nổi tiếng vào thời kì chiến tranh độc lập Hoa Kỳ. Đến niên đại 50 thế kỉ XIX, "Anh Jonathan" và "Chú Sam" hai tên chữ này hầu như có thể chuyển hoán lẫn nhau để sử dụng, thậm chí hình tượng từ lúc trước được gọi là "Anh Jonathan", bây giờ được gọi là "Chú Sam". Tuy nhiên, Anh Jonathan và Chú Sam có ý nghĩa tượng trưng không giống nhau: Anh Jonathan tượng trưng đất nước, Chú Sam tượng trưng chính phủ và quyền lực. Dần dần, Chú Sam đã được chọn lấy và thay thế Anh Jonathan, biến thành biểu tượng được người Mĩ hoan nghênh nhất.
Trước đó, hình tượng Chú Sam liên tục phát sinh biến hoá, mãi đến khoảng thời gian Đại chiến thế giới lần thứ nhất, ông ấy mới có một hình tượng tiêu chuẩn, một bức chân dung của Chú Sam vào năm 1860 hiển thị, ông ấy nhìn giống như Benjamin Franklin; song, chân dung của Anh Jonathan thì giống Chú Sam bản hiện đại hơn, dù ông ấy không có râu dê. Khoảng thời gian Đại chiến thế giới lần thứ nhất nổ ra, James Montgomery Flagg lần đầu tiên sáng tạo ra hình tượng Chú Sam nức tiếng ở trên áp-phích gọi nhập ngũ, khắc sâu vào lòng người, mãi đến bây giờ, mức độ công nhận hình tượng nguyên bản này vẫn cao nhất như xưa. Linh cảm sáng tác của anh ấy đến từ một tấm áp-phích gọi nhập ngũ của Vương quốc Liên hợp Anh và Bắc Ireland, bá tước đời thứ nhất xứ Kitchener, Horatio Herbert Kitchener, cũng phô bày cùng một kiểu tư thế, phía dưới viết "Lord Kitchener Wants You". Hình tượng này ảnh hưởng cực kì lớn đối với vẻ ngoài hiện đại của Chú Sam: một ông già đầu tóc bạc phơ, để râu dê, trên đầu đội mũ chóp cao có một vằn sọc màu xanh thẫm và các ngôi sao màu trắng, trên mình mặc một cái áo măng-tô đuôi én màu xanh thẫm và cái quần có sọc đỏ trắng xen kẽ. Ngày 6 tháng 7 năm 1916, trang bìa của "Tuần san Leslie" lần đầu tiên công khai phô bày hình tượng Chú Sam do Flagg vẽ, tiêu đề là "Bạn đang làm gì để chuẩn bị?". Từ năm 1917 đến năm 1918, hình tượng này của Chú Sam đã in ra vượt quá 4 triệu bản. Khoảng thời gian Đại chiến thế giới lần lần hai, hình tượng này do Flagg vẽ cũng được sử dụng rộng khắp.
Samuel Wilson qua đời vào ngày 31 tháng 7 năm 1854, hưởng thọ 87 tuổi, mai táng ở nghĩa trang công cộng thành phố của thành phố Troy, bang New York. Nhà ở lúc còn trẻ của Wilson vẫn ở bang New Hampshire như cũ, có thể tham quan. Hiện tại trên thế giới có hai đài kỉ niệm của Chú Sam: một là đài kỉ niệm Chú Sam ở thị trấn Arlington, hạt Middlesex, bang Massachusetts - chỗ ông sinh ra; hai là đài kỉ niệm ở sát gần công viên bờ sông của thành phố Troy, bang New York - chỗ ông cư trú lâu năm.
Người Mĩ đem sự thành thật đáng tin cậy, chịu khó chịu nhọc và tinh thần chủ nghĩa yêu nước của Chú Sam coi là phẩm chất chung và niềm hãnh diện của dân tộc họ. Năm 1961, quốc hội Hoa Kỳ chính thức thừa nhận "Chú Sam" là biểu tượng dân tộc của Hoa Kỳ. Năm 1989, một nghị quyết chung của quốc hội đem ngày 13 tháng 9 tức ngày sinh Samuel Wilson quy định là "ngày Chú Sam". Năm 2015, công ti lịch sử gia tộc MyHeritage đã điều tra gia phả của Chú Sam, và lại tuyên bố đã tìm kiếm được họ hàng gần xa lúc chú Sam còn sống.

## Những câu nói nổi tiếng
- "Nếu Chú Sam cần, tôi sẵn lòng phục vụ ông"  - cụm từ Chú Sam được biết đến đầu tiên trong phim hoạt hình chính trị vào mùa xuân năm 1813. Trong phim, các từ này được Napoleon Bonaparte nói ra.